# Hữu Khánh
Hữu Khánh là một xã thuộc huyện Lộc Bình, tỉnh Lạng Sơn, Việt Nam.
Xã Hữu Khánh có diện tích 21,08 km², dân số năm 1999 là 2.794 người, mật độ dân số đạt 133 người/km².
Theo thống kê năm 2019, xã Hữu Khánh có diện tích 21,08 km², dân số là 2.826 người, mật độ dân số đạt 134 người/km².